# Autonom socialistisk rådsrepublik
Autonom socialistisk rådsrepublik eller autonom socialisk sovjetrepublik (”sovjet” betyder ”råd” på ryska) var den andra nivån för självstyre inom Sovjetunionen (Socialistiska rådsrepublikernas union). Landet var indelat i  socialistiska rådsrepubliker (socialistiska sovjetrepubliker, SSR), som var den högsta nivån för etniska gruppers självstyre. Många av dessa socialistiska rådsrepubliker innehöll i sin tur autonoma socialistiska rådsrepubliker (autonoma socialistiska sovjetrepubliker, ASSR). Nivån under ASSR var autonoma oblast samt autonoma okrug.
Ett exempel var att Georgiska SSR (högsta nivån av självstyre) innehöll Abchasiska ASSR (andra nivån av självstyre).
Alla autonoma socialistiska rådsrepubliker (ASSR) var namngivna efter en titulärnation, den etniska grupp som republiken vara skapad för. Republiker och andra områden i Sovjetunionen var i allmänhet nyskapade efter ryska revolutionen på grundval av etnicitet och språk.